# Само кад се смијем
Само кад се смијем је хрватски филм из 2023. године у режији Вање Јуранић са Тиханом Лазовић и Славком Собином у главним улогама. Публици у Србији је премијерно приказан на 52. Филмском фестивалу ФЕСТ. Светску премијеру је имао на јубиларном 70. Пулском филмском фестивалу. Филм је објављен 23. новембра 2023. године у биоскопима широм Хрватске.
Филм је настао у мањинској копродукцији са српском продукцијом Biberche. Ово је други филм Вање Јуранић, представља друштвено ангажовану драму о проблему патријархата, женске аутономије и културе насиља у хрватском друштву.
Приказан је и на 29. Филмском фестивалу у Сарајеву. Главни глумачки пар овенчан је са неколико награда за своје улоге. Стварни случај из 2005. године који се догодио у Задру инспирисао је редитељку да сними овај филм. 

## Радња
Тина живи у наизглед идиличном браку у граду на јадранској обали. Она је домаћица која брине о шестогодишњој ћерки, док њен супруг Фране зарађује за породицу. Њихов однос почиње да се мења када Тина изрази жељу да се врати на факултет који је напустила због трудноће. Упркос првобитном пристанку и подршци, Фране почиње да негодује што се на почетку своди на ситне саботаже. Сукоби постају све чешћи, а свађе све насилније.

## Улоге

### Главне улоге
| Глумац         | Улога        |
| -------------- | ------------ |
| Тихана Лазовић | Тина         |
| Славко Собин   | Фране        |
| Јасна Ђуричић  | Тинина мајка |
| Мирела Брекало | Ксенија      |
| Иван Чуић      | Марио        |
| Стојан Матавуљ | Франин отац  |
| Глорија Дубељ  | Клара        |

## Награде
- "Златна арена за најбољу главну женску улогу" (Тихана Лазовић) на Пулском филмском фестивалу.
- "Златни орион" за најбољу главну женску улогу (Тихана Лазовић) и "Сребрни орион" за најбољу споредну мушку улогу (Славко Собин) на Филмском фестивалу глумаца.[3]
- "Вeчерњакова ружа у категорији Глумачко остварење године" за улоге у филму (Тихана Лазовић и Славко Собин). [4]